# Wilhelm Bousset
Wilhelm Bousset (3 de setembre del 1865, Lübeck - 8 de març del 1920, Gießen) fou un teòleg alemany.
Des de l'Escola de la Història de les Religions contribuí a l'antiga recerca del Jesús històric. Feu un estudi de l'evolució de la creença cristiana des de la seva formació fins a Ireneu. Trobà que el mateix títol de Kyrios (Senyor) que Pau dona a Jesucrist era el títol que les religions mistèriques donaven a llur déu-heroi. Segons la seva interpretació, se'n distingeixen dos tipus de comunitats:
- Les comunitats palestines, lligades a la tradició jueva
- Les comunitats hel·lenístiques, originades per Pau de Tars, que havien rebut influència de les religions mistèriques de Grècia

Posteriorment s'ha descobert que el terme Senyor (en grec Kyrios i en arameu Adonai) és una denominació antiga i freqüent en gairebé totes les religions de l'antiguitat, aplicat al déu nacional de cada país. Per als jueus, era una paraula substitutiva freqüent per anomenar Déu.